# Jürgen Lechl
Jürgen Lechl (* 23. Dezember 1960 in Rosenheim) ist ein ehemaliger deutscher Eishockeyspieler, der unter anderem für den SB Rosenheim, die Düsseldorfer EG, den ERC Freiburg, ECD Iserlohn und EHC Freiburg in der Bundesliga sowie für den EHC 80 Nürnberg und die Nürnberg Ice Tigers in der Deutschen Eishockey Liga (DEL) aktiv war. Mit seinem Heimatverein wurde er in der Saison 1981/82 Deutscher Meister.

## Karriere
Schon als 16-Jähriger wurde Jürgen Lechl in der Saison 1977/78 von Trainer Xaver Unsinn in die Bundesliga-Mannschaft des EV Rosenheim berufen. Damit ist er bis heute der jüngste Spieler, der jemals für Rosenheim in der höchsten deutschen Spielklasse aufgelaufen ist. Sein erstes Tor als Profi erzielte er am 3. März 1978 beim 5:1-Sieg seines Teams gegen den VfL Bad Nauheim. Nachdem die Mannschaft zur folgenden Saison auf den SB Rosenheim übergegangen war, spielte der Mittelstürmer noch vier Jahre für den Bundesligisten und entwickelte sich in dieser Zeit zum Stammspieler. In der Spielzeit 1981/82 war er mit 41 Scorerpunkten in 44 Spielen nach Hans Zach sogar der zweiterfolgreichste Stürmer der Rosenheimer. Mit zwei Toren und zwei Vorlagen in den Playoffs trug er zudem zum Gewinn der Deutschen Meisterschaft bei.
Anschließend verließ Lechl den SB und schloss sich für jeweils ein Jahr erst der Düsseldorfer EG und dann dem ERC Freiburg an. Es folgten von 1984 bis 1986 zwei Jahre beim BSC Preussen in der 2. Bundesliga, mit dem er zwar in beiden Spielzeiten Zweitliga-Meister wurde, den Aufstieg in die Bundesliga aber jeweils verpasste. Nach einem kurzen Gastspiel beim Augsburger EV holte ihn der ECD Iserlohn zurück in die Bundesliga. Dort konnte er an die Scoring-Werte aus seinem erfolgreichsten Rosenheimer Jahr von fast einem Punkt pro Spiel anknüpfen. Am 4. Dezember 1987 gehörte er zu der Mannschaft, die mit Trikotwerbung für Das Grüne Buch auflief, was einen deutschlandweiten Skandal auslöste. Der Rosenheimer erzielte in dieser Partie ausgerechnet gegen seinen Heimatverein das Tor zum 3:3-Endstand.
Nachdem der ECD wenig später den Spielbetrieb einstellen musste, wechselte Lechl wieder in die 2. Bundesliga zum Heilbronner EC. Über eine weitere Bundesliga-Station beim EHC Freiburg gelangte er schließlich in der Saison 1991/92 zum Zweitligisten EHC 80 Nürnberg, dem er auch nach der Aufnahme in die Deutsche Eishockey Liga (DEL) im Jahr 1994 und der Auslagerung der Profimannschaft als Nürnberg Ice Tigers ein Jahr später erhalten blieb. Bei den Ice Tigers war er in der Saison 1995/96 mit 26 Toren der teamintern erfolgreichste Torschütze und mit 57 Punkten nach Paul Geddes der zweiterfolgreichste Scorer. Unter den deutschen Spielern war er ligaweit der Torschützenkönig. Im Folgejahr konnte er diese Werte nicht bestätigen, so dass er während der Saison zum EHC Klostersee in die zweitklassige 1. Liga wechselte und dort wenige Monate später seine Karriere eigentlich beendete.
Drei Jahre später kehrte er allerdings aufs Eis zurück und unterstützte die nach der SB-Insolvenz gegründeten Starbulls Rosenheim beim Neuanfang in der untersten Spielklasse, der Bezirksliga Bayern. Damit ist er der einzige Spieler, der für alle drei Rosenheimer Eishockeyvereine (EV, SB und Starbulls) in der Herrenmannschaft gespielt hat. Als einer der Top-Scorer trug er in den ersten beiden Jahren zum Durchmarsch in die Bayernliga bei. Nach einer zweijährigen Pause absolvierte er in der Saison 2004/05 noch einmal fünf Partien für das inzwischen in die Oberliga aufgestiegene Team, bevor er seine Karriere endgültig beendete.
Nach seinem Karriereende arbeitete Lechl als Fuhrpark-Manager für das Radsport-Team Bora-hansgrohe.

## Erfolge und Auszeichnungen
- 1982 Deutscher Meister mit dem SB Rosenheim
- 1985 Meister der 2. Bundesliga mit dem BSC Preussen
- 1986 Meister der 2. Bundesliga mit dem BSC Preussen
- 2001 Aufstieg in die Landesliga mit den Starbulls Rosenheim
- 2002 Aufstieg in die Bayernliga mit den Starbulls Rosenheim

## Karrierestatistik

### International
Vertrat Deutschland bei:
- U18-Junioren-Europameisterschaft 1978
- U20-Junioren-Weltmeisterschaft 1979
- U20-Junioren-Weltmeisterschaft 1980

(Legende zur Spielerstatistik: Sp oder GP = absolvierte Spiele; T oder G = erzielte Tore; V oder A = erzielte Assists; Pkt oder Pts = erzielte Scorerpunkte; SM oder PIM = erhaltene Strafminuten; +/− = Plus/Minus-Bilanz; PP = erzielte Überzahltore; SH = erzielte Unterzahltore; GW = erzielte Siegtore; 1 Play-downs/Relegation; Kursiv: Statistik nicht vollständig)

## Familie
Jürgen Lechl ist der Sohn von Rudolf Lechl, der selber in den 1950er und 60er Jahren für den EV Rosenheim spielte und die Bundesliga-Mannschaft in der Saison 1976/77 für einige Spiele trainierte. Er galt als Initiator für den Bau des Kunsteisstadions in Rosenheim.